# André Bataille
André Bataille, né le 15 juin 1882 et mort le 2 mars 1960, est un homme politique français.

## Détail des fonctions et des mandats
Mandat parlementaire
- 16 novembre 1948 - 28 avril 1959 : conseiller de la République et sénateur de Seine-et-Marne